# San Faustino (metropolitana di Brescia)
San Faustino è una stazione della metropolitana di Brescia, situata all'estremità nord dell'omonima via San Faustino.

## Storia
Nel corso dello scavo della stazione sono stati portati alla luce diversi reperti archeologici, tra i quali i resti del ponte e del forte di Porta Pile, risalenti in parte al XV secolo e in parte alla ricostruzione operata da Rodolfo Vantini nel 1818, assieme a un tratto delle mura di Brescia di epoca veneta, dunque del XVI secolo, e a un sistema di canalizzazioni anticamente legato al corso del Garza. Tutti i rinvenimenti sono stati consolidati, restaurati, o parzialmente demoliti e, mediante una modifica al progetto originale in accordo con le Soprintendenze, esposti alla diretta visione degli utenti della stazione.
La stazione è operativa dal 2 marzo 2013.

## Strutture e impianti
La stazione è collocata all'estremità di via San Faustino, pochi metri a nord della chiesa dei Santi Faustino e Giovita e dell'ex monastero annesso, dove si trova la sede dell'Università degli Studi di Brescia. Nei pressi vi sono anche le facoltà di Giurisprudenza e Economia. Immediatamente oltre l'uscita dal centro storico sorgono invece il Liceo scientifico statale Annibale Calini e l'Ipsia Moretto. Ciò ha portato a progettare la stazione tenendo conto di un flusso massimo di 3800 passeggeri all'ora nella fascia di punta.
A fianco della stazione ha inizio una delle principali strade che salgono al Castello di Brescia, mentre a sud si sviluppa il popoloso quartiere del Carmine, con la chiesa di Santa Maria del Carmine e la chiesa di San Giovanni Evangelista.

## Interscambi
Nelle vicinanze della stazione effettuano fermata alcune linee urbane di superficie, gestite da Brescia Trasporti.
- Fermata autobus

## Servizi
La stazione dispone di:
- Biglietteria automatica